# Okotoks
Okotoks – miasto nad rzeką Sheep River w prowincji Alberta w Kanadzie.

## Nazwa

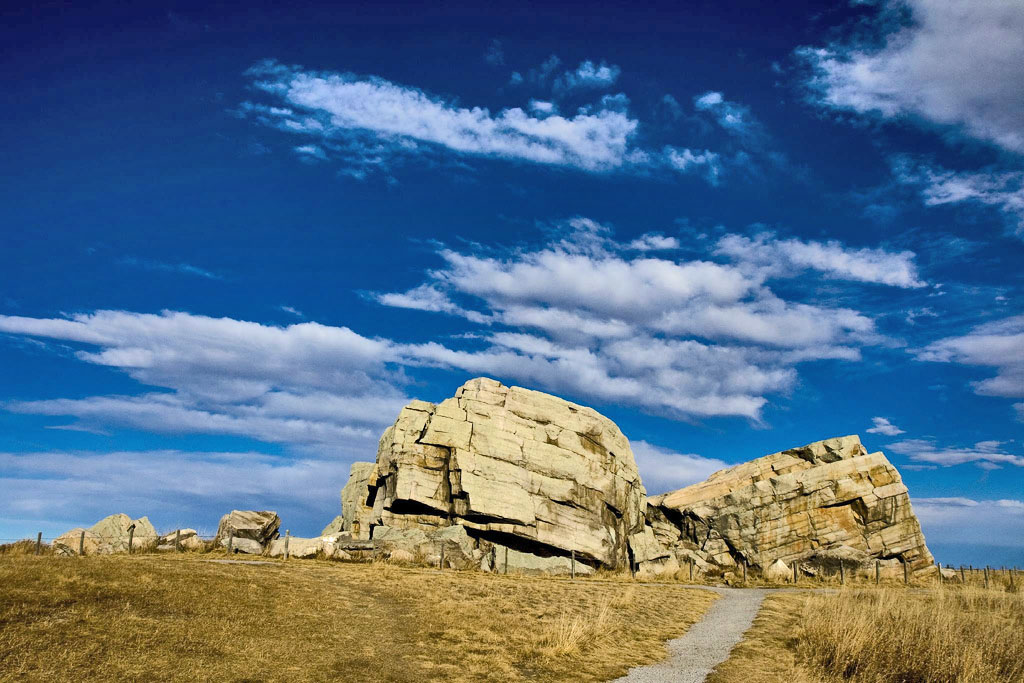
Big Rock

Nazwa miasta Okotoks pochodzi od słowa „okatok” z języka Czarnych Stóp, oznaczającego „skałę”. Nazwa ta może odnosić się do ogromnego głazu narzutowego Big Rock, położonego 7 km na zachód od miasta, który był dla Indian punktem odniesienia w terenie podczas ich wędrówek.
W okresie 1892–1896 osada nazywała się Dewdney na cześć gubernatora porucznika Brytyjskiej Kolumbii i komisarza Terytoriów Północno-Zachodnich Edgara Dewdneya (1835–1916). Nazwę Okotoks przywrócono, ponieważ na Terytoriach Północno-Zachodnich istniało już miasto o tej samej nazwie.

## Geografia
Okotoks leży nad rzeką Sheep River w prowincji Alberta, ok. 18 km od Calgary.

### Klimat
| Miesiąc                                                        | Sty   | Lut   | Mar   | Kwi   | Maj  | Cze   | Lip  | Sie  | Wrz  | Paź   | Lis   | Gru   | Roczna |
| -------------------------------------------------------------- | ----- | ----- | ----- | ----- | ---- | ----- | ---- | ---- | ---- | ----- | ----- | ----- | ------ |
| Rekordy maksymalnej temperatury [°C]                           | 14.5  | 23.0  | 25.0  | 25.5  | 31.5 | 32.5  | 34.5 | 34.0 | 33.5 | 27.5  | 23.0  | 18.0  |        |
| Średnie temperatury w dzień [°C]                               | -2.3  | 1.0   | 4.9   | 11.7  | 16.8 | 20.2  | 24.3 | 23.7 | 18.9 | 11.5  | 3.4   | -0.5  | 11,1   |
| Średnie dobowe temperatury [°C]                                | -8.1  | -5.0  | -1.4  | 5.0   | 9.8  | 13.7  | 17.0 | 16.2 | 11.5 | 5.0   | -2.3  | -6.3  | 4,6    |
| Średnie temperatury w nocy [°C]                                | -13.8 | -10.9 | -7.7  | -1.7  | 2.8  | 7.1   | 9.6  | 8.6  | 4.1  | -1.6  | -8.0  | -12.0 | −2,0   |
| Rekordy minimalnej temperatury [°C]                            | -39.0 | -36.0 | -32.0 | -20.5 | -8.0 | -1.5  | 2.0  | -3.0 | -9.0 | -26.0 | -32.5 | -39.0 |        |
| Opady [mm]                                                     | 14.8  | 17.3  | 28.6  | 37.9  | 70.4 | 123.6 | 54.4 | 61.7 | 45.8 | 25.3  | 21.9  | 12.9  | 514,5  |
| Opady deszczu [cm]                                             | 0.3   | 0.1   | 1.6   | 16.0  | 59.1 | 123.6 | 54.4 | 61.3 | 43.4 | 10.1  | 2.3   | 0.4   | 372,6  |
| Opady śniegu [cm]                                              | 14.5  | 17.2  | 26.9  | 21.9  | 11.3 | 0.0   | 0.0  | 0.4  | 2.5  | 15.2  | 19.6  | 12.4  | 141,9  |
| Źródło: Environment and Climate Change Canada 27 stycznia 2018 |       |       |       |       |      |       |      |      |      |       |       |       |        |

## Historia
Miasto powstało na terenach zamieszkiwanych przez Indian kanadyjskch. Pierwszymi osadnikami z Europy byli Kenneth Cameron i Alexander McRae, którzy zamieszkali na brzegu rzeki Sheep River po utracie wołów w burzy śnieżnej w 1882 roku. W latach 80. i 90. XIX w. przez współczesny Okotoks przebiegał jedyny szlak transportowy między Fort Macleod a Fort Calgary, a dwa domy wzniesione dla podróżnych dały początek osadzie. W 1892 roku wzniesiono tu stację Kolei Transkanadyjskiej, która po pożarze w 1928 roku została zastąpiona budynkiem murowanym. Pod koniec XIX w. głównym pracodawca byłą firma Lineham Lumber Company, która zajmowała się pozyskiwaniem drewna, przede wszystkim do budowy torów kolejowych. Okotoks został uznany za wieś w 1893 roku, a status miasta otrzymał 1 czerwca 1904 roku.
W 1906 roku Okotoks był podłączony do sieci elektrycznej i miał dostęp do usług telefonicznych. Miasto nawiedzały liczne pożary i powodzie – Sheep River wylewała m.in. w latach 1902, 1915, 1940 i 1963. Po odkryciu złóż ropy naftowej w Turner Valley, Okotoks stał się regionalnym centrum dystrybucji surowca i miasto zaczęto nazywać Heart of the Oilfields – „sercem pól naftowych”. W 1952 roku miasto otrzymało sieć wodno-kanalizacyjną.
Miasto zaczęło rozkwitać pod koniec lat 70. XX w. – liczba mieszkańców podwoiła się do 1928 osób w 1976 roku. W 2018 roku miało 29 002 mieszkańców.

## Kultura
- Muzeum i Archiwa Okotoks
- zabudowa drewniana z początku XX w.[5]
- rzeźba Westridge Sculpture w parku Westridge Close Park[5]